# Bupleurum lanceolatum
Bupleurum lanceolatum är en flockblommig växtart som beskrevs av Nathaniel Wallich och Dc. Bupleurum lanceolatum ingår i släktet harörter, och familjen flockblommiga växter. Inga underarter finns listade i Catalogue of Life.